# Могилёв-Подольский машиностроительный завод
Могилёв-Подольский машиностроительный завод — промышленное предприятие в западной части города Могилёв-Подольский Могилёв-Подольского района Винницкой области Украины.

## История
В 1887 году немецкий предприниматель построил в городе Могилёв-на-Днестре Подольской губернии Российской империи небольшой чугунолитейный завод.
После завершения строительства железной дороги Жмеринка - Могилёв в 1892 году и активизация речного судоходства способствовали расширению предприятия, и количество работников завода увеличилось до 50-60 человек.
В ходе первой русской революции 15 января 1905 года рабочие чугунолитейного завода остановили работу в знак протеста после расстрела демонстрации 9 января 1905 года и в знак солидарности с рабочими Санкт-Петербурга. В дальнейшем, они выдвинули к владельцу завода требования о сокращении рабочего дня на один час, повышении размера зарплаты, своевременной выплаты зарплаты и создания при заводе кассы взаимопомощи (для помощи семьям заболевших рабочих). 16 - 17 января 1905 года чугунолитейщиков поддержали работники мельницы, лесопильного завода, железнодорожного депо и других предприятий города. Под руководством группы РСДРП работники типографии наладили выпуск листовок с призывом к рабочим и крестьянам к развёртыванию революционного движения, но вслед за этим в городе были расквартированы части 73-го Крымского пехотного полка и протестные выступления прекратились.
После начала первой мировой войны город оказался в прифронтовой зоне.

### 1917 - 1991
В конце 1917 года город оказался в зоне боевых действий гражданской войны, 2 апреля 1918 года город оккупировали австро-немецкие войска, в дальнейшем он оказался в зоне боевых действий советско-польской войны. В результате, чугунолитейный завод был полностью разрушен, но в 1921 году началось его восстановление.
Завод восстановили хозяйственным способом (выделяя 5% стоимости произведенной продукции на премии работникам), в это же время здесь была создана комиссия по охране труда и началась ликвидация неграмотности (что способствовало повышению квалификации рабочих).
После того, как в 1923 году город получил имя Могилёв-Подольский, и предприятие получило название Могилёв-Подольский чугунолитейный завод.
В ходе индустриализации 1930-х годов оборудование предприятия было обновлено, в 1934 году оно получило новое название - Могилёв-Подольский чугунолитейный завод имени С. М. Кирова. В это время предприятие изготавливало турбины, прессы и литьё для сахарных заводов, а также выполнило заказ на отливку деталей для Московского водоканала.
После начала Великой Отечественной войны с 23 июня 1941 года начались воздушные бомбардировки города. 
4 июля советские войска отступили на левый берег Днестра, 7 июля 1941 года начались бои за Могилёв-Подольский. 19 июля 1941 года он был оккупирован немецко-румынскими войсками и включён в состав Румынии. 19 марта 1944 года город был освобождён советскими войсками.
В 1944 - 1946 гг. разрушенный завод был полностью восстановлен. В 1951 году предприятие было преобразовано в машиностроительный завод, который начал производство машины для измельчения силоса, кормодробилки и универсальные мельницы.
По состоянию на начало 1953 года основной продукцией завода являлись кирпичеделательные машины и нефтяные двигатели.
За годы семилетки (1959 - 1965) оборудование завода было обновлено на 90%.
На предприятии развивалось движение изобретателей и рационализаторов. В годы восьмой пятилетки (1966 - 1970) коллективными силами инженеров завода и передовиков производства здесь был сконструирован новый механический погрузчик для сыпучих материалов (в дальнейшем, массово производившийся и нашедший широкое применение на морском, речном и железнодорожном транспорте СССР). В 1971 году универсальный погрузчик получил Государственный знак качества СССР, а 11 работников завода были награждены государственными наградами СССР.
В целом, в советское время завод входил в число ведущих предприятий города.

### После 1991
В мае 1995 года Кабинет министров Украины утвердил решение о приватизации машиностроительного завода им. Кирова, в дальнейшем государственное предприятие было преобразовано в открытое акционерное общество.
В августе 1997 года завод был включён в перечень предприятий, имеющих стратегическое значение для экономики и безопасности Украины.